# Hell (film 2006)
Hell – francuski dramat obyczajowy z 2006 roku w reżyserii Bruno Chiche, na podstawie powieści Lolity Pille.
Film opowiada historię dziewczyny imieniem Hell, bogatej nastolatki, której czas mija na zabawach w nocnych klubach. Pięknej Hell wydawałoby się niczego nie brakuje do szczęścia. Uwięziona w sztucznym świecie, pozbawiona ciepła ze strony rodziców, rozpaczliwie szuka miłości. Wtedy na jej drodze pojawia się Andrea, który podobnie jak Hell zagubiony jest w świecie pełnym blichtru.

## Obsada
- Sara Forestier – Hell
- Nicolas Duvauchelle – Andrea
- Christianne Millet – matka Hell
- Anne-Marie Philipe – matka Andrei